# Zas
Zas è un comune spagnolo di 5 109 abitanti situato nella comunità autonoma della Galizia.